# Steve Novosel
Stephen „Steve“ Novosel (* 1940 in Farrell, Pennsylvania) ist ein US-amerikanischer Jazzmusiker (Kontrabass).
Novosel spielte mit elf Jahren zusammen mit seinem Großvater jugoslawische Volkslieder am Klavier. Mit 13 Jahren lernte er zunächst Trompete, als er unter dem Eindruck der Musik von Clifford Brown, Miles Davis, Max Roach und Horace Silver stand. Nach Beendigung der Highschool zog er nach New York City, um Trompete zu studieren. Nach drei Jahren in der Stadt leistete er den Militärdienst ab, wobei er Trompete in einer Armeeband spielte. Stationiert in Washington DC, besuchte er die lokalen Jazzclubs und wechselte in dieser Zeit zum Kontrabass; sein Mentor war der Saxophonist Charlie „Bird“ Hampton. Er arbeitete ab den 1960er-Jahren mit Dill Jones (Piano Man for All Seasons, 1967) und Roland Kirk (The Inflated Tear, 1967), in den folgenden Jahren auch mit Father Herrera und dem Trio ESP sowie mit Lloyd McNeill, Charles Tolliver und Stanley Cowell.
In den 1970er-Jahren spielte er mit David Fathead Newman, Bob Wilber und Nathan Page; außerdem war er Mitglied des Andrew White Quartetts, mit dem er zumeist in Washington DC auftrat. In den 1980er und 1990er Jahren arbeitete er mit Milt Jackson, Eddie Harris, Al Grey; als Mitglied des Trios von Larry Willis war an Aufnahmen mit Jack Walrath, Dave Bargeron, Robin Kenyatta und Kendra Shank beteiligt. Ferner spielte er mit Thurman Green, Jack Jeffers, Warren Smith, Shirley Horn, Dave Burns, John Hicks und zuletzt mit Marty Nau. Im Bereich des Jazz war er zwischen 1967 und 2010 an hundert Aufnahmesessions beteiligt. Im Laufe seiner Karriere trat er außerdem mit Cedar Walton, McCoy Tyner, Hank Jones, Dizzy Gillespie, Clark Terry, Sonny Rollins, Eddie Lockjaw Davis, Sweets Edison, James Moody, Archie Shepp und Blue Mitchell; ferner als Begleitmusiker der Vokalisten Billy Eckstine, Joe Williams, Donny Hathaway, Anita O’Day, Roberta Flack und Betty Carter.
Novosel war von 1966 bis zur Scheidung 1972 mit Roberta Flack verheiratet.